# Anarchist Studies
Anarchist Studies est une revue scientifique britannique publiée par l'Institute for Anarchist Studies (en), consacrée à l'anarchisme. Créée en 1993, elle paraît deux fois par an. Elle porte un regard interdisciplinaire sur l'histoire, la culture et la théorie de l'anarchisme. Elle est dirigée par Ruth Kinna (en) et éditée par Lawrence and Wishart.

## Présentation
La revue est consacrée à trois thèmes principaux : la réévaluation de l'histoire de l'anarchisme, du point de vue culturel, philosophique et politique ; le futur potentiel de l'anarchisme comme forme d'action politique critique ; l'application des idées anarchistes comme outil de recherche universitaire. Elle publie des numéros spéciaux sur des thèmes tels que la sexualité, la science-fiction, « l'anarchisme après le 11 septembre », ainsi que des articles de recherche historique sur Léon Tolstoï, le taoïsme, John Locke ou le post-structuralisme. Plus récemment, un de ces thèmes centraux a été la relation de l'anarchisme et de la globalisation. La revue a été fondée par Tom Cahill, qui a été son rédacteur en chef de 1993 à 1995, avant Sharif Gemie. En 2007, sa rédactrice en chef est Ruth Kinna (en).

## Conflit avec S. Home
La revue a été engagée dans un conflit de longue durée avec Stewart Home après avoir publié une critique négative de ses livres Neoist Manifestos et The Art Strike Papers et refusé de lui accorder un droit de réponse. Stewart Home affirme que Gemie lui a adressé une lettre de conciliation le 14 novembre 1996, où il lui promettait de publier une critique positive de son livre What Is Situationism? dans le numéro du printemps 1997. Home a par la suite qualifié Anarchist Studies de « revue “universitaire” triste et réactionnaire » et « manifestement incapable de s'engager […] dans un débat critique ».